# Super League Triathlon
Super League Triathlon ist eine seit 2017 international ausgetragene dreitägige Triathlon-Sportveranstaltung.

## Organisation

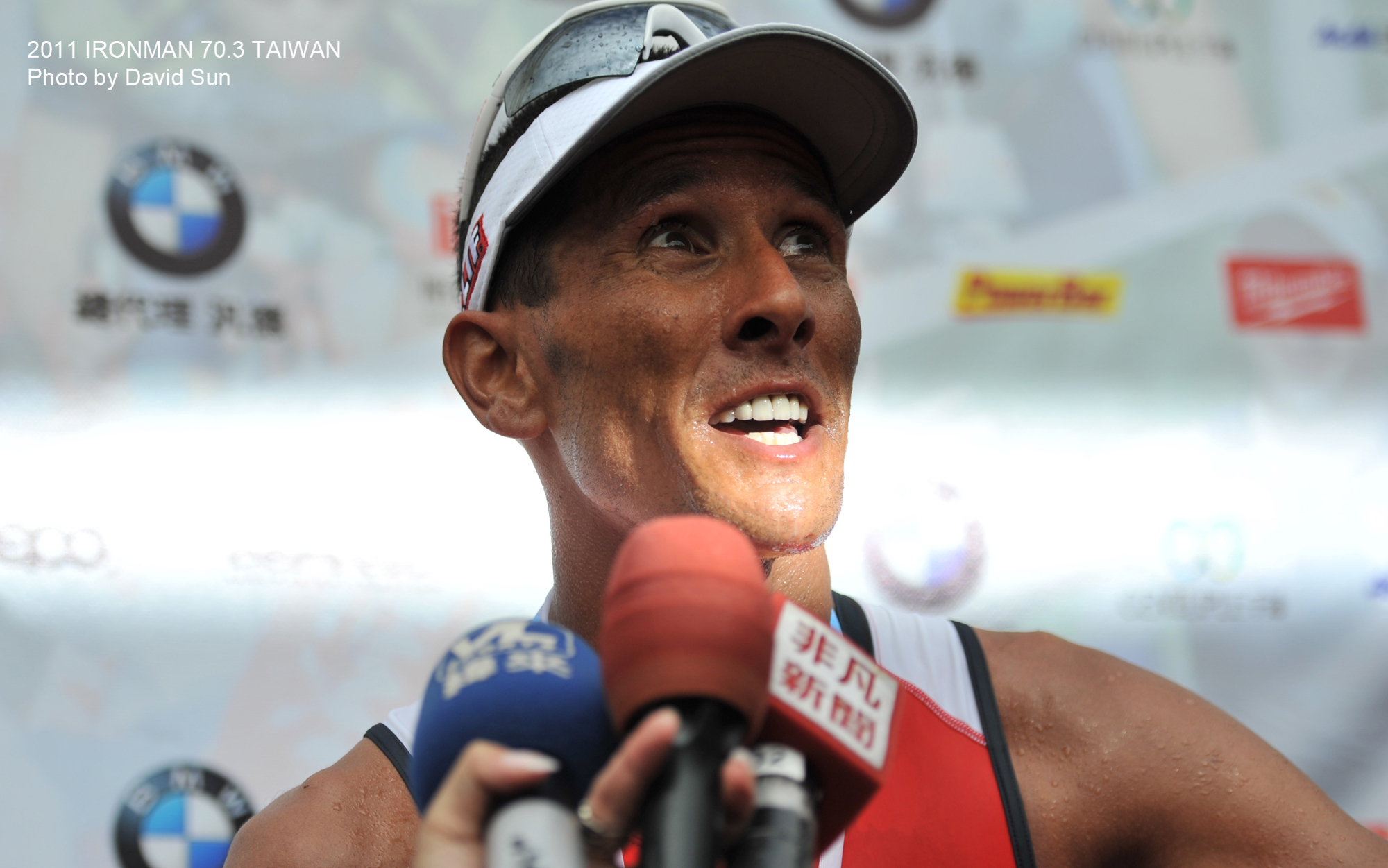
Chris McCormack (2011)

2017 gründete der australische Triathlet Chris McCormack und Michael D’Hulst mit dem „Super League Triathlon“ auf Hamilton Island in Australien ein neues Triathlon-Wettkampfformat.
Das Rennen geht über drei Tage:
- Bei der Auftaktetappe wird am ersten Tag im „Triple Mix“ über kurze Distanzen (300 m Schwimmen, 6 km Radfahren und 2 km Laufen) die gewohnte Reihenfolge der Disziplinen gemischt.
- Der „Equalizer“ beginnt am zweiten Tag mit einem Einzelzeitfahren über 15 km und es folgte ein Intervalltriathlon mit Jagdstart (300 m Schwimmen, 16 km Radfahren und 2,5 km Laufen).
- Am dritten Tag wird zum Abschluss der „Eliminator“ mit drei Kurztriathlons ausgetragen: Aus der ersten Runde erreichen 15 Athleten das Halbfinale und daraus qualifizieren sich nach nur 10 Minuten Pause dann die besten zehn Athleten für das Finale (jeweils 300 m Schwimmen, 5 km Radfahren und 2 km Laufen).

## Rennserie 2017/18
| Datum                    | Ort/Rennen                             | Qualifier Race | Championship Race |
| ------------------------ | -------------------------------------- | -------------- | ----------------- |
| 17. – 19. März 2017      | Hamilton Island Super League Australia |                | x                 |
| 22. – 24. September 2017 | Jersey Super League Jersey             |                | x                 |

- Das Premierenrennen der Super League Triathlon auf Australien war im März 2017. Aus den Punkten der einzelnen Etappen wurde eine Gesamtwertung errechnet. Sieger der Erstaustragung war Richard Murray aus Südafrika und der Sieger erhielt 100.000 AUD.[1] Zweiter wurde der Spanier Mario Mola (50.000 AUD) und der Australier Jacob Birtwhistle belegte den dritten Rang (25.000 AUD).[2] Den vierten Rang teilten sich der Spanier Javier Gómez Noya und der Slowake Richard Varga.[3]
- Die Super League Jersey konnten die US-Amerikanerin Katie Zaferes und der Norweger Kristian Blummenfelt für sich entscheiden. Nicola Spirig und Summer Cook landeten punktgleich mit 39 Punkten auf Rang zwei. Rang zwei in der Gesamtwertung der Männer mussten sich ebenso der Brite Jonathan Brownlee (39 Punkte) und Richard Murray (39 Punkte) teilen.[4]

## Rennserie 2018/19
| Datum                    | Ort/Rennen                             | Qualifier Race | Championship Race |
| ------------------------ | -------------------------------------- | -------------- | ----------------- |
| 29. Juni – 1. Juli 2018  | Posen Super League Poznań              | x              |                   |
| 17. – 19. August 2018    | Penticton Super League Penticton       | x              |                   |
| 28. – 30. September 2018 | Jersey Super League Jersey             |                | x                 |
| 27. – 28. Oktober 2018   | Malta Super League Malta               |                | x                 |
| 3. – 4. November 2018    | Manacor Super League Mallorca          |                | x                 |
| 23. – 24. Februar 2019   | Singapur Super League Singapore        |                | x                 |
| 23. – 24. März 2019      | Hamilton Island Super League Australia |                | x                 |

| Datum                    | Ort/Rennen                      | Qualifier Race | Championship Race |
| ------------------------ | ------------------------------- | -------------- | ----------------- |
| 23. – 24. März 2019      | Bali Super League Bali          | x              |                   |
| 28. – 30. Juni 2019      | Posen Super League Poznań       | x              |                   |
| 3. – 4. August 2019      | Ottawa Super League Ottawa      | x              |                   |
| 28. – 29. September 2019 | Jersey Super League Jersey      |                | x                 |
| 24. – 26. April 2020     | Salinas Super League Salinas    | x              |                   |
| August 2020              | Singapur Super League Singapore |                | x                 |
| 19. – 20. September 2020 | Jersey Super League Jersey      |                | x                 |
| 19. – 20. Oktober 2020   | Malta Super League Malta        |                | x                 |
| Oktober 2020             | Malta Super League Malta        |                | x                 |

Die Meisterschaft 2018/19 geht über fünf Rennen in Jersey (Vereinigtes Königreich), Malta, Mallorca (Spanien), Singapur und Australien – mit zusätzlich zwei Qualifikationsrennen in Polen und Kanada. 50 Athleten (25 Frauen, 25 Männer) aus aller Welt wurden für die Championship-Rennen eingeladen und weitere 20 Startplätze werden bei den beiden Qualifikationsrennen vergeben.
- Mit der Super League Poznań wurde in Posen ein neues Qualifikationsrennen eingeführt, welches Startplätze für die Championship-Rennen bereitstellt.[6]
- Im August 2018 wurde mit der Super League Triathlon Penticton die seit 1983 ausgetragene Challenge Penticton in die Rennserie aufgenommen.[7] Bei diesem dreitägigen Wettkampf mussten die Rennen des dritten Tages aber nach dem zweiten Tag aufgrund schlechter Luftverhältnisse nach Waldbränden abgesagt werden.[8]
- Im Oktober 2018 wurde mit der Super League Malta das neue Rennformat auch auf Malta ausgetragen.[9] Der Sieg ging an den Franzosen Vincent Luis und bei den Frauen an die US-Amerikanerin Katie Zaferes.
- Für November 2018 wurde in Kooperation mit Rafael Nadal auf Mallorca mit der Super League Mallorca im Rafa Nadal Sports Centre (RNSC) in Manacor der Championship-Rennserie ein neuer europäischer Austragungsort hinzugefügt. Hier gingen die Siege an die US-Amerikanerin Taylor Spivey und bei den Männern wieder an Vincent Luis.
- Nach zwei Wettkampftagen in Singapur konnten im Februar 2019 die Amerikanerin Katie Zaferes und Vincent Luis aus Frankreich ihre Führung behaupten und sich den Serien-Sieg holen.[10]

## Rennserie 2019/20
Das erste Championship-Rennen im September 2019 konnten mit Cassandre Beaugrand und Vincent Luis zwei französische Athleten für sich entscheiden.
Der für den vom 27. bis 29. März geplante Serienauftakt 2020 in Saudi-Arabien in der Region Neom musste nach der Ausbreitung des Coronavirus abgesagt werden.

## Rennserie 2021
| Datum              | Ort/Rennen                   | Qualifier Race | Championship Race |
| ------------------ | ---------------------------- | -------------- | ----------------- |
| 5. September 2021  | London Super League London   |                | Triple Mix        |
| 12. September 2021 | München Super League München |                | Equalizer         |
| 18. September 2021 | Jersey Super League Jersey   |                | x                 |
| 25. September 2021 | Malibu Super League Malibu   |                | x                 |

In der Saison 2021 wurde die Meisterschaft mit vier Rennen ausgetragen. Den Super League London am 5. September 2021 konnten die Britin Jessica Learmonth und der Neuseeländer Hayden Wilde für sich entscheiden.
Am 12. September wurde das Rennen erstmals im Olympiastadion München mit je 21 Frauen und Männern am Start als Equalizer-Rennen (Einzelzeitfahren und doppelter Supersprint-Triathlon) ausgetragen. Das Rennen der Frauen ging wiederum an Learmonth und bei den Männer war der Franzose Vincent Luis der Schnellste.
Als Sieger der Rennserie krönten sich in Malibu die beiden Briten Georgia Taylor-Brown und Alex Yee.

## Rennserie 2022
| Datum              | Ort/Rennen                     | Qualifier Race | Championship Race |
| ------------------ | ------------------------------ | -------------- | ----------------- |
| 4. September 2022  | London Super League London     |                | Triple Mix        |
| 11. September 2022 | München Super League Munich    |                | Equalizer         |
| 17. September 2022 | Malibu Super League Malibu     |                | x                 |
| 2. Oktober 2022    | Toulouse Super League Toulouse |                |                   |
| 25. Oktober 2022   | Neom Super League Neom         |                | x                 |

Im August 2020 wurden in Rotterdam zusammen mit Zwift erstmals die Arena Games durchgeführt. Dieses Format verbindet reale und virtuelle Rennen miteinander, nach dem Schwimmen im Schwimmbecken oder offenen Gewässer wird zum virtuellen Radfahren und Laufen auf den Smarttrainer bzw. das Laufband gewechselt. So konnten in der COVID-19-Pandemie Profi Wettkämpfe im Triathlon abgehalten werden und seit 2022 wird in diesem Format eine offizielle E-Sports Weltmeisterschaftsserie abgehalten.
In der Saison 2022 wurde die Meisterschaft mit fünf Rennen ausgetragen.
Den Weltmeistertitel sicherte sich im Oktober in den Arabischen Emiraten der Neuseeländer Hayden Wilde vor dem Australier Matthew Hauser und dem Briten Jonathan Brownlee.

Bei den Frauen ging der Titel an die Britin Georgia Taylor-Brown vor der US-Amerikanerin Taylor Spivey und Sophie Coldwell aus dem Vereinigten Königreich.

## Rennserie 2023
| Datum              | Ort/Rennen                     | Qualifier Race | Championship Race |
| ------------------ | ------------------------------ | -------------- | ----------------- |
| 25. Februar 2023   | Montreal Super League Montreal |                | Equalizer         |
| 12. März 2023      | Sursee Super League Sursee     |                | Equalizer         |
| 27. August 2023    | London Super League London     |                | Triple Mix        |
| 3. September 2023  | Toulouse Super League Toulouse |                | Triple Mix        |
| 30. September 2023 | Malibu Super League Malibu     |                | Triple Mix        |
| 21. Oktober 2023   | Neom Super League Neom         |                | Enduro            |

Im Februar 2023 konnten die US-Amerikanerin Gina Sereno und der Südafrikaner Chase McQueen das erste Rennen in Montreal für sich entscheiden. Das Rennen im schweizerischen Sursee entschieden im März die Ungarin Zsanett Bragmayer und der Südafrikaner Henri Schoeman für sich.
Seit 2020 läuft die Weltmeisterschaft als „Arena Games Triathlon“ (AGT; powered by Zwift). Den Weltmeistertitel E-Sports sicherten sich im April 2023 in London die Australierin Sophie Linn und der Südafrikaner Henri Schoeman.
Im Oktober konnten die Britin Kate Waugh und der Franzose Léo Bergère (vor Jonathan Brownlee) nach dem Great Final im Enduro-Format (drei Durchgänge zu je 300 m Schwimmen, 4,4 km Radfahren und 1,6 km Laufen) in Neom die Jahreswertung für sich entscheiden.